# Глава города Кирова
Глава города Кирова (мэр) — высшее должностное лицо муниципального образования «Город Киров», председатель Кировской городской Думы. Избирается Думой из числа депутатов на срок созыва Думы. Статус и положение главы города Кирова определяются главой 5 Устава города Кирова.

## История
С момента основания города (прежние названия: Хлынов, Вятка) здесь действовало самоуправление — народное вече. Первой официальной должностью главы города в 1793 году стал городской голова, им был назначен Афанасий Яковлевич Машковцев.
После Октябрьской революции и установления в городе власти большевиков в декабре 1917 года, обязанности главы города перешли к председателю исполнительного комитета Вятского (с 1934 года — Кировского) городского совета (горисполкома). Первым председателем был избран Михаил Михайлович Попов.
После распада Советского Союза в декабре 1991 года горисполком преобразован в Администрацию города Кирова, а главой города становится глава Администрации. Первым главой Администрации стал последний председатель горисполкома Анжелий Михайлович Михеев.
Осенью 1993 года был распущен Верховный Совет РФ, в России началась реорганизация советов народных депутатов и сопутствующих органов власти всех уровней. В декабре 1994 года новым главой Администрации города назначен Евгений Анатольевич Клевачкин сроком на 2 года, а в феврале 1995 года собирается первый созыв избранной всенародным голосованием Кировской городской Думы.
В 1996 году Дума принимает новый Устав города Кирова, должность главы Администрации становиться выборной. В декабре 1996 года после окончания полномочий Клевачкина, исполняющим обязанности главы Администрации назначен Василий Алексеевич Киселёв. В марте 1997 года Киселёв был избран главой Администрации сроком на 5 лет, повторно переизбран в 2002 году.
В июне 2005 года был принят новый устав города Кирова. Должности главы города Кирова и главы городской администрации были разделены. Главой города стал председатель Кировской городской Думы, избираемый на первом заседании Думы из числа депутатов. В свою очередь, депутаты избираются по одномандатным округам в Кирове. Глава Администрации города Кирова назначается городской думой на контрактной основе через конкурс среди соискателей.
В марте 2006 года, после окончания срока полномочий Киселёва, обязанности главы города перешли к действующему председателю городской Думы Леониду Геннадьевичу Никулину. В марте 2007 года, после выборов депутатов Кировской городской Думы IV созыва первым главой города по новому порядку был избран Владимир Васильевич Быков.

## Присяга
При вступлении в должность Глава города Кирова не позднее 10-и дней после избрания приносит присягу:
Я (фамилия, имя, отчество), вступая в должность главы муниципального образования "Город Киров" (главы города Кирова), клянусь при осуществлении предоставленных мне населением полномочий уважать, охранять и отстаивать права и законные интересы жителей города, справедливо осуществлять данную мне власть, честно и добросовестно исполнять свои обязанности на благо кировчан.

## Полномочия
Глава города Кирова осуществляет следующие полномочия:
1. Представляет муниципальное образование в отношениях с органами местного самоуправления других муниципальных образований, органами государственной власти, гражданами и организациями, без доверенности действует от имени муниципального образования.
2. Подписывает и обнародует в порядке, установленном Уставом муниципального образования, нормативные правовые акты, принятые городской Думой.
3. Издает в пределах своих полномочий правовые акты.
4. Вправе требовать созыва внеочередного заседания городской Думы.
5. Заключает контракт с главой администрации города.
6. Заключает трудовой договор с председателем Контрольно-счетной палаты города.
7. Организует осуществление государственных полномочий, переданных органам местного самоуправления в соответствии с действующим законодательством.
8. Ведет прием населения, организует рассмотрение предложений, заявлений, жалоб граждан, принятие по ним решений.
9. Может отменить постановления и распоряжения главы администрации города Кирова, приказы руководителей отраслевых (функциональных) и территориальных органов администрации города в случае их противоречия действующему законодательству, решениям городской Думы, постановлениям и распоряжениям главы города.
10. Предъявляет в суд или арбитражный суд иски о признании недействительными нарушающими права местного самоуправления решений и действий (бездействия) органов государственной власти и их должностных лиц, органов местного самоуправления и их должностных лиц, предприятий, учреждений, организаций, общественных объединений.
11. Осуществляет иные полномочия в соответствии с действующим законодательством и настоящим Уставом.